# William Barnes (strzelec)
Thomas William Barnes (ur. 5 marca 1876 w Hamilton, zm. 16 grudnia 1925 tamże) – kanadyjski strzelec sportowy specjalizujący się w strzelaniu do rzutków, medalista olimpijski.
Na arenie krajowej pojawiał się już w pierwszych latach XX wieku. W 1913 roku zdobył swoje pierwsze mistrzostwo Kanady w trapie. Z zespołem, z którym zdobył srebro na igrzyskach w 1924 roku, osiągnął również trzecie miejsce na mistrzostwach Wielkiej Brytanii.
Wystąpił w jednej konkurencji na igrzyskach olimpijskich w 1924 roku. Był to trap drużynowy, w którym Kanada zdobyła srebrny medal. William Barnes, George Beattie, John Black, James Montgomery, Samuel Newton i Samuel Vance przegrali wyłącznie z drużyną amerykańską. Punkty Barnesa nie były liczone do wyniku zespołu, Kanadyjski Komitet Olimpijski wymienia go jednak jako zdobywcę medalu.
Jego ojcem był Thomas William Sr, po którym w 1901 roku odziedziczył kopalnię. Po jego śmierci firmę przejął syn Rolph Barnes, który startował na tych samych igrzyskach co ojciec (jako lekkoatleta).

## Wyniki olimpijskie
| Igrzyska | Konkurencja     | Wynik                                 | Miejsce   | Źródło |
| -------- | --------------- | ------------------------------------- | --------- | ------ |
| IO 1924  | Trap, drużynowo | 360 punktów (druż.) 85 punktów (ind.) | 2 (na 12) | [ 3 ]  |